# ديوميرسي مبوكاني
ديودوني مبوكاني بيزوا (بالفرنسية: Dieumerci Mbokani) المعروف باسم ديوميرسي مبوكاني (بالإنجليزية: Dieumerci Mbokani) (مواليد 22 نوفمبر 1985 في كينشاسا) لاعب كرة قدم كونغولي ديمقراطي دولي يجيد اللعب في خط الهجوم، يلعب حاليًا لصالح نادي الكويت في الدوري الكويتي، سبق وأن لعب لعدة أندية أوروبية منها نادي ستاندارد لييج البلجيكي ونوريتش سيتي الإنجليزي.

## مسيرته مع الاندية
بدأ مسيرته المهنية في نادي يدعي كينشاسا في جمهورية الكونغو الديمقراطية وكان هدافا للفريق في الدوري في موسم 2004 ب 16 هدفا. ثم انتقل إلى تي بي مازيمبي.
في موسم 2006-07 لعب تسع مباريات لأندرلخت وسجل أربعة أهداف في عام 2007 انضم إلى ستاندرد دي لييج وسجل 35 هدفا في 81 مباراة الدوري.
وفي أغسطس 2011، وقع عقدًا مع أندرلخت مقابل 3 ملايين يورو.
في 21 يونيو 2013 وقع مبوكاني رسميًا عقدًا مع النادي الأوكراني دينامو كييف. في 14 يوليو 2013، سجل هدفه الأول في أول مباراة في الدوري الأوكراني الممتاز ضد فولين لوتسك خلال الشوط الذي انتهى 1-1.
في 31 أغسطس 2015، أُعير مبوكاني للنادي الإنجليزي نورويتش سيتي. سجل مبوكاني هدفه الأول لنوريتش في هزيمة فريقه 2-1 من ليستر سيتي.

## المسيرة الدولية
ومثل مبوكاني الكونغو الديمقراطية في كأس الأمم الأفريقية في عامي 2013 و2015 مما ساعدهم على إحراز المركز الثالث في 2015.

## روابط خارجية
- ديوميرسي مبوكاني على موقع الاتحاد الدولي (مؤرشف)  (الإنجليزية)
- ديوميرسي مبوكاني على موقع الاتحاد الأوربي (الإنجليزية)
- ديوميرسي مبوكاني على موقع اتحاد أوكرانيا (الإنجليزية)
- ديوميرسي مبوكاني على موقع قاعدة بيانات كرة القدم.إي يو (الإنجليزية)
- ديوميرسي مبوكاني على موقع ليكيب (الفرنسية)
- ديوميرسي مبوكاني على موقع ناشيونال فوتبول تيمز (الإنجليزية)
- ديوميرسي مبوكاني على موقع Soccerbase.com (لاعب) (الإنجليزية)
- ديوميرسي مبوكاني على موقع Soccerway.com (الإنجليزية)
- ديوميرسي مبوكاني على موقع عالم كرة القدم.نت (الإنجليزية)
- ديوميرسي مبوكاني على موقع كووورة